# Gens Calpurnia
La gens Calpurnia fue una gens plebeya de Roma que aparece en la historia en el siglo III a. C. El primero de sus miembros en obtener el consulado fue Cayo Calpurnio Pisón en el año 180 a. C. En adelante sus consulados fueron muy frecuentes. Los Calpurnios Pisones, la principal rama de esta familia, se convirtieron en una de las familias más ilustres de la República romana, incluyendo al analista Lucio Calpurnio Pisón Frugi. Dos importantes ejemplos de la legislación republicana, la Lex Calpurnia del año 149 a. C. y la Lex Acilia Calpurnia de 67 a. C., fueron presentadas por miembros de esta familia.

## Origen de lagens

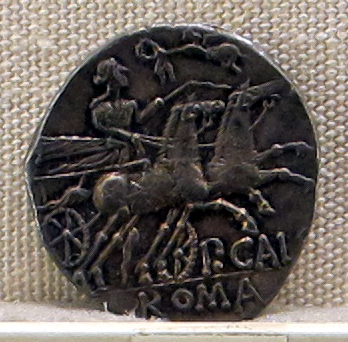
Denario emitido en 133 a. C. por Publio Calpurnio Ianuario.

Los Calpurnios pretendían descender de Calpo (en latín, Calpus), tercero de los cuatro hijos de Numa Pompilio, segundo rey de Roma, y en consecuencia se encuentra la cabeza de Numa en algunas monedas acuñadas por esta familia. Las inscripciones más antiguas en las que aparecen miembros de esta gens proceden de Etruria; los primeros magistrados Calpurnios de la República desarrollaron su actividad en la misma región. Sin embargo, otras pruebas indican que los principales Calpurnios sostenían a finales de la República que descendían del sabino Numa Pompilio; y una inscripción de alrededor del año 200 a. C. menciona a Lucio Calpurnio (quizá padre del analista) dedicando un santuario a Feronia cerca de Capena. Forsythe concluye que quizá los Calpurnios procedían del valle medio del Tíber.

## Praenomina,cognominay tribus

### Praenomina
Los praenomina usados por los Calpurnios durante la República fueron Cayo (Gayo), Cneo (Gneo), Lucio, Marco y Quinto. Otros praenomina que también llevaron, ya en época imperial, fueron Publio, Servio  y Sexto.

### Ramas ycognomina
Los apellidos de los Calpurnios bajo la República fueron Bestia, Bíbulo, Flama y Pisón.
Pisón (lat. Piso) fue el apellido de la familia más importante de los Calpurnios. Como muchos otros cognomina, este apellido se relaciona con la agricultura, y procede del verbo pisere o pinsere, que se refiere a moler o triturar el grano (Pisón en el sentido de mortero). La familia surgió de la oscuridad por vez primera durante la segunda guerra púnica, y desde entonces se convirtió en la más distinguida del Estado romano. Conservó su celebridad en tiempos del Imperio, y durante el siglo I d. C. fue segunda solo tras la familia imperial. Muchos de los Pisones llevaron solo este cognomen, pero otros llevaron los agnomina Cesonino (lat., Caesoninus) y Frugi.
De otros apellidos de los Calpurnios republicanos, Bestia como su nombre indica se refiere a "un animal irracional".  Bíbulo (lat. Bibulus) se traduce como "bebedor", o "sediento", mientras que Flama (Flamma) se refiere a una llama.